# Humoreska (muzyka)
Humoreska – forma muzyczna, miniatura, najczęściej fortepianowa, często wokalno-instrumentalna o radosnej, humorystycznej treści. 
Pierwszym, który użył terminu humoreska był Robert Schumann w 1839 w tytule swej miniatury op. 20. Najbardziej znanym twórcą humoresek był Antonín Dvořák, który pisał je jako parodystyczne pieśni z użyciem tekstów stylizowanych na dziecięce strofy. Humoreski komponowali także Edvard Grieg, Ignacy Paderewski i inni.
Humoreska Dvořáka jest też wykorzystywana w serialach komediowych, np. w serialu Rodzina Zastępcza.